# 샘 바톰즈
샘 보텀스(Sam Bottoms, 1955년 10월 17일 ~ 2008년 12월 16일)는 미국의 배우, 영화 제작자이다.
샌타바버라에서 태어났으며 로스앤젤레스에서 사망하였다.

## 영화
- 피니싱 더 게임 (2007년)
- 셰리베이비 (2006년) - 밥 스완슨 시니어 역
- 하복 (2005년)
- 윈터 패싱 (2005년)
- 쇼핑걸 (2005년) - 댄 버터필드 역
- 씨비스킷 (2003년)
- 루킹 스루 릴리언 (2002년)
- 프리맨 (2001년)
- 언세드 (2001년)
- 머시너리 2 (1999년)
- 조셉스 기프트 (1998년)
- 샤도우체이서 3 (1995년)
- 베트남의 음모 (1992년)
- 귀여운 악령 (1991년)
- 달콤한 파계 (1988, After School)
- 병사의 낙원 (1987년)
- 에덴의 동쪽 (1981년)
- 브론코 빌리 (1980년)
- 지옥의 묵시록 (1979년) - 랜스 B.존슨 역
- 무법자 조시 웰즈 (1976년)
- 잔디의 신부 (1974년)
- 사막의 새비지 (1974년)
- 클래스 44 (1973년)
- 마지막 영화관 (1971년) - 빌리 역